# أبو الحسين الملطي
أبو الحسين الملطي (توفي 377 هـ) محمد بن أحمد بن عبد الرحمن الملطي المقرئ الشافعي، سمي بالملطي نسبة إلى مدينة ملطية، بلدة من بلاد الروم، كانت من الثغور الجزرية بالشام، وكانت قديمة فأخربتها الروم فبناها أبو جعفر المنصور سنة 139 هـ.

## نشأته وعلمه
نزل الإمام الملطي عسقلان، وكان فقيه متقن ثقة، وكان كثير العلم كثير التصنيف في الفقه، وكان يتفقه للشافعي وكان يقول الشعر، قال الذهبي : أبو الحسن الملطي المقرئ الفقيه الشافعي نزيل عسقلان قال الداني أخذ القراءة عرضا عن أبي بكر بن مجاهد وأبي بكر ابن الأنباري وجماعة مشهور بالثقة والإتقان وسمعت إسماعيل بن رجاء يقول كان أبو الحسن كثير العلم كثير التصنيف في الفقه جيد الشعر قلت له قصيدة في وصف القراءة، وقد حدث عن عدي بن عبد الباقي وخيثمة بن سليمان الأطرابلسي وأحمد بن مسعود الوزان روى عنه إسماعيل بن رجاء وعمر بن أحمد الواسطي وداود بن مصحح وعبيد الله بن سلمة المكتب 

## شيوخه
1. خيثمة بن سليمان الأطرابلسي.
2. أحمد بن مسعود الوزان.
3. أبو محمد عبيد الله الصابوني.
4. أبي بكر بن مجاهد.
5. أبو بكر بن الأنباري.

## تلاميذه
1. إسماعيل بن رجاء.
2. عمر بن أحمد الواسطي.
3. عبيد الله بن سلمة.

## مؤلفاته
1. القصيدة في معارضة قصيدة أبي مزاحم الخاقاني، في وصف القراءة والقراء.
2. كتاب التنبيه والرد على أهل الأهواء والبدع.

## وفاته
توفي في عسقلان سنة 377 هـ.